# Platerodrilus foliaceus
Platerodrilus foliaceus är en skalbaggsart i släktet Platerodrilus och tillhör familjen rödvingebaggar. Arten beskrevs för första gången vetenskapligt av Masek och Bocak 2014.

## Beskrivning
Precis som hos typarten Platerodrilus paradoxus och andra arter i släktet Platerodrilus skiljer sig könens utseende markant åt. Hanarna är små, har vingar och förhållandevis långa antenner. De är bruna i färgen. Benen har en mörkbrun färg. Till skillnad från både honan och larven kan hanarna flyga och når en längd på omkring 6 mm.
Honorna och larverna liknar varandra till utseendet. Ett karaktärsdrag för den här arten är den väldigt breda och tillplattade kroppen. Den bruna kulören skulle kunna figurera som ett kamouflage i undervegetationen. Honornas exoskelett och är också hårt och bepansrat med taggiga utskott. Benen är smala och placerade under ryggskölden. Precis som andra arter ur släktet har P. foliaceus ett mycket litet huvud i förhållande till kroppen, som skalbaggen kan skydda genom att dra in under ryggskölden, likt en sköldpadda.

## Ekologi och levnadssätt
P. foliaceus ekologi är ganska så okänd för vetenskapen och honorna är de mer studerade exemplaren av denna art. Till exempel är det inte helt klarlagt vad skalbaggarna livnär sig på, men den mest sannolika teorin givet huvudets form och käkarnas struktur, är att de skulle vara nedbrytare som livnär sig på organiskt material som ruttnande trä eller svamp.
Honorna och larverna är marklevande, medan hanar av naturliga skäl främst söker sig högre upp från marken för att undvika predatorer. Honor och hanar lever avskilt förutom vid parning. För att locka till sig en partner, exponerar honan sin ventralsida och de obefruktade äggen, möjligtvis avger hon feromoner i samband med detta för att locka hanar. Ägg som inte befruktas ger ingen avkomma och honan dör efter parning.
Till skillnad från många andra skalbaggar är larverna neoteniska, och blir könsmogna innan de är helt färdigutvecklade. Därför behåller honorna larvernas utseende även efter att de blivit en imago och skalbaggarna genomgår inget puppstadium. P. foliaceus och andra arter ur släktet Platerodrilus genomgår därför inte fullständig metamorfos, vilket de flesta skalbaggssläken gör.

## Utbredning
P. foliaceus förekommer Indonesien, Kalimantan, vilket är den indonesiska delen på ön Borneo. Arten är endemisk för Indonesien.